# José Fernández Revuelta
José Fernández Revuelta (Almería, 5 de agosto de 1927-Almería, 19 de agosto de 2022) fue un político español. Presidente de la Diputación de Almería desde 1979 hasta 1983.

## Biografía
Tras estudiar Derecho en la Universidad de Murcia, ejerció como abogado en Almería desde 1955. Comenzó su carrera política afiliándose a Unión de Centro Democrático. Junto con el abogado y escritor Fausto Romero-Miura entró en el Ayuntamiento de Almería. 
En el referéndum sobre el Estatuto de Autonomía de Andalucía apoyó el acceso por la vía del artículo 151, de las nacionalidades históricas, aunque en un primer momento pareció dispuesto a obedecer las órdenes llegadas desde Madrid.
Fue el primer presidente de la Diputación de Almería, tras la llegada de la democracia. Desde allí, potenció el municipalismo dotando de servicios a los pueblos e impulsando el turismo en el destino Costa de Almería.
Fernández Revuelta fundó el Instituto de Estudios Almerienses (IEA).

## Condecoraciones
- Escudo de Oro del Instituto de Estudios Almerienses (febrero de 2016) con motivo del XXXV aniversario de su fundación.[2]

## Publicaciones
- Poemarios: Umbral ardiente (1973) y Poemas del hombre nuevo (1976)